# 草刈健太郎
草刈 健太郎（くさかり けんたろう、1973年3月29日 - ）は、カンサイ建装工業株式会社、日之出塗装工業株式会社、オープンブックマネジメント株式会社の代表取締役。日之出グループの３代目経営者。近畿大学法学部卒。公益財団法人日本財団の再犯防止プロジェクト（職親プロジェクト）を立ち上げメンバー。再犯防止の活動などは多数メディアに取り上げられている。

## 経歴
- 大阪府岸和田市出身。
- 1996年4月、株式会社大林組入社
- 1998年4月、日之出塗装工業株式会社入社
- 2003年4月、日之出塗装工業株式会社　代表取締役就任。
- 2006年4月、カンサイ建装工業株式会社　代表取締役就任。
- 2010年4月、大阪青年会議所　副理事長。
- 2011年9月、東日本大震災復興支援「OMOIYARI」プロジェクト活動
- 2013年2月、日本財団　職親プロジェクト再犯防止プロジェクトチーム　企業登録。
- 2013年4月、青年会議所　2013年度近畿地区協議会　専務理事
- 2013年9月、オープンブックマネジメント株式会社設立。代表取締役就任。
- 2015年11月、一般社団法人OMOIYARIプロジェクト設立。代表理事就任。
- 2016年6月、一般社団法人ギャンブル依存症問題を考える会　理事就任。
- 2017年1月、一般社団法人板垣退助先生顕彰会　理事就任[4]。
- 2017年5月、文化庁長官アドバイザリーメンバーに選出
- 2017年6月、一般財団法人大吉財団　理事就任。
- 2023年4月、日本財団　職親プロジェクト関西　代表就任。
- 2024年2月28日、職親プロジェクト研究会として「ノルウェーの司法制度改革の成果と、日本の矯正・更生保護施策の今後」を企画開催[5]。

## ドキュメンタリー

### おまえの親になったるで
2013年に関西の中小企業7社を中心に日本財団「職親プロジェクト」を始めて以降、テレビ大阪が草刈健太郎に密着取材を進めてきた報道ドキュメンタリー。

2018年にテレビ東京系列ドキュメンタリー大賞受賞。

続編についても、2020年に第28回坂田記念ジャーナリズム賞特別賞を受賞。

2023年2月に劇場映画を第七藝術劇場で一般劇場にて初公開。2024年6月に第26回ゆふいん文化・記録映画祭で招待作品として上映、2024年6月28からテアトル新宿、7月19日からアップリンク京都で上映した。10年以上に及ぶ取材を手掛けてきたディレクターの北岸良枝氏が監督。
劇場公開とともに、日本各地の刑務所、少年院などで上映会を実施している。

### あの日 妹を殺されて
フジテレビの取材により製作されたドキュメンタリー。

2022年4月27日に開催されたニューヨークフェスティバルのドキュメンタリー・Social Issues（社会問題）部門で銅賞を受賞。

ナレーションは、歌手の中島美嘉が担当。
- ザ・ノンフィクション「あの日 妹を殺されて 前編　～罪を憎む男が選んだ道～」2020年9月27日放送
- ザ・ノンフィクション「あの日 妹を殺されて2 ～たとえ裏切られても～」2022年11月27日放送
- ザ・ノンフィクション特別編『あの日 妹を殺されて』2023年5月21日放送

## 著書
- 『お前の親になったる 被害者と加害者のドキュメント』（小学館集英社プロダクション、2019/10/10)